# 大見拓土
大見 拓土（おおみ たくと、1994年7月5日 - ）は、日本の俳優である。
AYRTON所属。

## 人物
- 趣味は映画鑑賞、特技はダンス、剣道（初段）、野球、歌。
- 双子の弟に同事務所所属俳優の大見洋太がいる。
- 「#100日後にピアノ弾くタク」のハッシュタグで2021年9月16日から12月24日までほぼ毎日ピアノの練習動画をTwitterにて投稿していた。
- ACTORS☆LEAGUE in Baseball 2023にてゲスト解説である元プロ野球選手 里崎智也から「里崎智也賞」を受賞した[2]。
- 2024年1月6日付で約9年間所属したAtoMエンターテイメントを契約満了に伴い退所[3]。2月1日よりAYRTONに所属[4]。

## 出演

### 舞台
2015年
- 7丁目16番地ゆめ屋（12月） - C班 武志 役

2016年
- 大改訂版 そして龍馬は殺された（4月） - 五郎 役
- THE STAGE カーニヴァル 始まりの輪舞曲（5月） - ヨタカ 役
- アルカナ・ファミリア2-23枚目のタロッコ-（9月） - ルーチェ 役
- オトメライブ 猛獣使いと王子様（12月） - エリク 役

2017年
- 薄桜鬼SSL〜sweet school life〜THE STAGE ROUTE 斎藤一〜（4月） - 南雲薫 役
- 夢舞台 艶が〜る 初宴（6月） - 結城翔太 役
- ダイヤのA TheLIVE5（9月） - 川上憲史 役 
- KING OF PRISM-Over the Sunshine!-（11月） - 仁科カヅキ 役
- STAGE FES 2017（12月） - 仁科カヅキ 役

2018年
- バグバスターズ-Stage BLUE-（3月） - 結城直樹 役
- 君には最高の嘘を（4月） - 主演：渋谷慶太 役
- バック・トゥ・ザ・君の笑顔〜お江戸でござる〜（5月 - 6月） - 緒方宗吉 役
- ガスマスクの伊藤さん（7月） - 「薄井カゲアキ」編 主演 
- イケメン革命 アリスと恋の魔法 Episode 黒のキングレイ＝ブラックウェル（9月） - ヨナ＝クレメンス 役
- 歌劇派ステージ ダメプリ ダメ王子vs完璧王子（12月） - リュゼ 役
- STAGE FES 2018（12月） - 仁科カヅキ 役

2019年
- となりのホールスター（3月） - 猿渡 役
- 歌劇派ステージ ダメプリ ダメ王子vs偽物王子（5月） - リュゼ 役
- ミュージカルスタミュ 3rdシーズン（8月 - 9月） - 揚羽陸 役
- KING OF PRISM-Rose Party on Stage 2019-（2019年10月） - 仁科カヅキ役
- SIX SICKS SecretParty 2019 （10月） - 戝前陽太郎 役
- コップの中の嵐（12月） - 瀧澤 役
- 冒険者たちのホテル〜ドラゴンクエストⅩに集いし仲間たち〜（12月） - 日替わりゲスト
- STAGE FES 2019（12月） - 仁科カヅキ / 揚羽陸 役

2020年
- KING OF PRISM-Shiny Rose Stars-（2月） - 仁科カヅキ 役
- 科白劇 舞台『刀剣乱舞/ 灯』綺伝 いくさ世の徒花 改変 いくさ世の徒花の記憶（）（7月 - 8月） - 篭手切江 役
- 刀剣乱舞 大演練（2020年8月11日、東京ドーム） - 篭手切江 役
- one cup of rice（10月） - 坂田文雄 役
- スタミュ スピンオフ team楪&team漣 単独公演Storytellers（12月） - 揚羽陸 役

2021年
- ハッピーハードラック（3月） - 石田 役
- 朗読劇 VIP（4月） - 聡 役
- ミラクル☆ステージ サンリオ男子 KAWAII Evolution（7月 - 8月） - 若野ゆず 役
- 終末のワルキューレ The STAGE of Ragnarok （11月） - 陳宮 役

2022年
- 中島鉄砲火薬店（1月） - 亀吉 役
- 舞台 刀剣乱舞 綺伝 いくさ世の徒花 （3月 - 5月） - 篭手切江 役
- ノリウチ〜カラオケMixalive TOKYO店〜 第二話 （4月） - 鮫津 役
- アイドルマスター SideM（6月） - 冬美旬 役
- グルメ戦隊 クラックスW（7月） - 阿久津正彦 役
- BOYS DOLL HOUSE〜はい！よろこんで！〜 （10月） - アオイ 役
- Love Letter for You（11月） - 鈴木徹 役

2023年
- なめ猫 on STAGE（2月） - 東尾一 役
- ミラクル☆ステージ サンリオ男子 KIRAKIRA KANSAI PARADE #世界クロミ化計画（3月 - 4月） - 若野ゆず 役
- NoLimit（5月）
- 舞台 刀剣乱舞 七周年感謝祭 夢語刀宴會（）（8月） - 篭手切江 役
- いろいろ ドルフェス2023（9月） - 若野ゆず 役
- ミラクル☆ステージ サンリオ男子 One More Time（11月） - 若野ゆず 役
- 神戸セーラーボーイズ 定期公演 vol.1 『ロミオとジュリアス』『Water me! 〜我らが水を求めて〜』（11月）
- チャージマン研！2023（12月） - チャージマン研 / 泉研 役

2024年
- レジスタンスイレブン〜陰謀を阻止せよ〜（1月）
- 神戸セーラーボーイズ SF（セミフィクション）Boys×Voice 403（3月） - ゲスト出演 小見海土 役
- Opus.COLORs（5月） - 登世康平 役
- 舞台『野球』飛行機雲のホームラン 〜Homerun of Contrail（6月 - 7月） - 田村俊輔 役
- 舞台『東京リベンジャーズ』-天竺編-（8月 - 9月） - 河田ナホヤ 役

2025年
- 人狼系推理バトル【レジスタンスイレブン〜潜春と謀略の交差点〜】（2月 - 3月）
- ミュージカル『フラガリアメモリーズ』〜純真の結い目〜（5月 - 6月） - リミチャ 役
- 舞台『東京リベンジャーズ』-The LAST LEAP-（6月 - 7月） - 河田ナホヤ 役

### 映画
- ビリギャル（2015年） - 大学生 役
- 曇天に笑う（2018年）

### テレビ
- ドラマ 弱虫ペダル（2017年、BSスカパー！）
- 趣味どきっ！ 刀剣Lovers入門 六の剣（2022年、NHK Eテレ）[60]

### ネット配信
- EXILEさん（2017年、EXILE mobile） - レポーター
- お好きにドーゾ 第36夜 （2019年1月23日、ニコニコ生放送） - ゲスト
- 小波津亜廉の『あれんちゅたいむ』 
  - 第4回 （2019年8月27日、ニコニコ生放送）
  - 第15回 （2020年11月15日、ニコニコ生放送） - ゲスト
- Mission in B.A.C （2019年、LINELIVE）
- リミスタ インターネットサイン会
  - 2019年9月15日、YouTube
  - 2019年11月10日、YouTube
- お好きにビクトリー 第56夜 （2019年10月28日、ニコニコ生放送） - ゲスト
- じゅっきま！
  - 第41回（2020年1月22日、ニコニコ生放送）
  - 第82回（2023年8月24日、ニコニコ生放送） - ゲスト
- YouTube 背神ドラマ『ネット怪談×百物語』- VVR役
- 刀剣乱舞 大演練 〜控えの間〜（2020年8月11日、DMM.com）[61]
- キャストサイズニュース 
  - 第123回（2020年8月19日、ニコニコ生放送）
  - 第141回（2022年2月16日、ニコニコ生放送）
- ニュースの”なぜ？”は日本史に学べ 
  - 第44回（2020年8月25日、ニコニコ生放送）
  - 第46回（2020年12月22日、ニコニコ生放送）
- ビストロボーイズ 第1回（2020年8月30日、vimeo）
- 三原大樹birthdayparty（2021年3月14日、ONSTAGE） - ゲスト
- ゆったーり定期便 #27（2021年3月31日、ニコニコ生放送） - ゲスト
- 澁木凌オンラインバースデーイベント（2021年4月17日、ニコニコ生放送） - ゲスト
- 横井翔二郎のAnotherPerfectDay＃13 （2023年2月20日、ニコニコ生放送） - ゲスト
- にゃんと陣の生放送やっちゃいます！#26 （2023年8月23日、ニコニコ生放送） - ゲスト[62]

### イベント
- 俳優B-box
  - チーム仲良しのクリスマス会（2017年12月）
  - チーム仲良しの新年会（2018年1月）
  - チーム仲良しのGW（2018年5月）
  - チーム仲良しのBDパーティー（2018年7月）
  - チーム仲良しのクリスマスお泊まり会（2018年12月）
- チーム仲良し大見&八島バースデーイベント！〜あれ、田中どこ行った？〜（2019年7月）
- CASTSIZE SPECIAL TALK LIVE（2018年10月）
- 大見拓土 ソロイベント
  - 1stソロイベント Journey〜旅の始まり〜（2019年9月）
  - 2ndソロイベント Journey〜仲間〜（2019年11月）
- そりバ〜祭り〜（2019年9月） - ゲスト

- 舞台『コップの中の嵐』アフターイベント（2019年12月）
- ＃ActorsRoom vol.1（2020年1月）
- アドリ場！vol.3（2020年3月）
- AtoM actors ROOM vol.1（2021年3月）
- ACTORS☆LEAGUE
  - 2021（2021年7月）[63]
  - in Baseball 2022（2022年8月）[64]
  - in Baseball 2023（2023年7月）[65]
- 北川尚弥BD&FC4周年記念イベント（2022年8月） - ゲスト
- 2.5次元男子。
  - LIVE2022〜僕たちの夏は終わらない！〜 （2022年9月）
  - LIVE2023 〜僕たちのHot Summer〜（2023年6月）[66]
  - LIVE2025〜推しメンCLUBへようこそ〜（2025年7月〈予定〉）[67]
- Happy New year 司波まつり 2023（2023年1月） - 1部ゲスト
- ミラクル☆ステージ『サンリオ男子』〜KIRA KIRA KANSHA祭〜（2023年8月）
- KOHEI KAMIYAMA FAN MEETING Vol.1  1部、2部、3部（2023年11月） - MC

#### 大見双子
- バースデーイベント
  - 2020（2020年8月）
  - 2021（2021年10月）
  - 大見拓土 & 大見洋太 BBQ Birthdayファンミーティング（2023年8月）
- OHMI × FAMILY （2022年10月1日、Yokohama mint hall）
- 大見家のクリスマスパーティー（2022年12月、Zoom）
- 大見拓土✕大見洋太 スペシャルトークイベント 1部（2023年8月）
- Ohmi twins party2023 〜推しの双子〜（2023年12月）

### ラジオ
- 斉藤壮馬・石川界人のダメじゃないラジオ 32回・57回（2018年、超!A&G+・dアニメストア） - ゲスト
- 文化放送 レコメン！『レコメン！3分間マガジン』（2019年9月）
- 調布FM 伊藤賀一の社会科BLUES （2020年9月）

## ディスコグラフィ
| 発売日         | 商品名                                                                     | 歌                                                | 楽曲                                                                         | 備考                                             |
| -------------- | -------------------------------------------------------------------------- | ------------------------------------------------- | ---------------------------------------------------------------------------- | ------------------------------------------------ |
| 2018年3月23日  | 舞台 KING OF PRISM -Over the Sunshine!- Prism Song Album                   | ALL CAST                                          | 「BOY MEETS GIRL」 「Shiny Heart Beat」                                      | 舞台『KING OF PRISM -Over the Sunshine!-』劇中歌 |
| 2018年3月23日  | 舞台 KING OF PRISM -Over the Sunshine!- Prism Song Album                   | Over The Rainbow                                  | 「athletic core」 「Flavor」 「Eternal Rainbow」                             | 舞台『KING OF PRISM -Over the Sunshine!-』劇中歌 |
| 2018年3月23日  | 舞台 KING OF PRISM -Over the Sunshine!- Prism Song Album                   | 仁科カヅキ（大見拓土）、大和アレクサンダー（spi） | 「EZ DO DANCE」                                                              | 舞台『KING OF PRISM -Over the Sunshine!-』劇中歌 |
| 2020年6月26日  | 舞台 KING OF PRISM -Shiny Rose Stars- Prism Song Album                     | 「虹色CROWN -stage size-」                        | Over The Rainbow                                                             | 舞台『KING OF PRISM -Shiny Rose Stars-』劇中歌   |
| 2020年6月26日  | 舞台 KING OF PRISM -Shiny Rose Stars- Prism Song Album                     | 仁科カヅキ（大見拓土）、大和アレクサンダー（spi） | 「Amazing Burning Soul!」                                                    | 舞台『KING OF PRISM -Shiny Rose Stars-』劇中歌   |
| 2020年6月26日  | 舞台 KING OF PRISM -Shiny Rose Stars- Prism Song Album                     | ALL CAST                                          | 「Shiny Heart Beat -2020 ver.-」                                             | 舞台『KING OF PRISM -Shiny Rose Stars-』劇中歌   |
| 2022年10月19日 | ドラマチックライブステージ『アイドルマスター SideM』 ST@GE SONG COLLECTION | High×Joker（DRAMATIC LIVE STAGE）                 | 「LET'S GO ALL THE WAY!」                                                    | 舞台『アイドルマスター SideM』劇中歌             |
| 2022年10月19日 | ドラマチックライブステージ『アイドルマスター SideM』 ST@GE SONG COLLECTION | 315 STARS（DRAMATIC LIVE STAGE）                  | 「Our Colorful Stage!!!」 「DRIVE A LIVE（ドラマチックライブステージver.）」 | 舞台『アイドルマスター SideM』劇中歌             |

### ユニットメンバー
1. ↑  一条シン（橋本祥平）、神浜コウジ（小南光司）、速水ヒロ（杉江大志）、仁科カヅキ（大見拓土）、太刀花ユキノジョウ（横井翔二郎）、香賀美タイガ（長江崚行）、十王院カケル（村上喜紀）、鷹梁ミナト（五十嵐雅）、西園寺レオ（星元裕月）、涼野ユウ（廣野凌大）、如月ルヰ（内藤大希）、大和アレクサンダー（spi）、高田馬場ジョージ（古谷大和）、氷室聖（栗田学武）、法月仁（前内孝文）
2. 1 2  神浜コウジ（小南光司）、速水ヒロ（杉江大志）、仁科カヅキ（大見拓土）
3. ↑  一条シン（橋本祥平）、神浜コウジ（小南光司）、速水ヒロ（杉江大志）、仁科カヅキ（大見拓土）、太刀花ユキノジョウ（横井翔二郎）、香賀美タイガ（長江崚行）、十王院カケル（村上喜紀）、鷹梁ミナト（五十嵐雅）、西園寺レオ（星元裕月）、涼野ユウ（廣野凌大）、大和アレクサンダー（spi）、高田馬場ジョージ（古谷大和）、如月ルヰ（横田龍儀）、池袋エィス（小林竜之）、氷室聖（栗田学武）、法月仁（前内孝文）、黒川冷（及川洸）、田中会長（佐久間祐人）
4. ↑  伊瀬谷四季（土屋翔）、秋山隼人（櫻井圭登）、若里春名（高橋祐理）、冬美旬（大見拓土）、榊夏来（設楽銀河）
5. ↑  天道輝（加藤良輔）、桜庭薫（澁木稜）、柏木翼（宮田龍平）、伊瀬谷四季（土屋翔）、秋山隼人（櫻井圭登）、若里春名（高橋祐理）、冬美旬（大見拓土）、榊夏来（設楽銀河）、天峰秀（北川尚弥）、花園百々人（中島優斗）、眉見鋭心（平賀勇成）

1. ↑  配信イベントへ変更[29]